# جی‌دبلیو فارما
جی‌دبلیو فارما (انگلیسی: GW Pharma) شرکت داروسازی بریتانیایی است، که در سال ۱۹۹۸ تأسیس شد.

## تاریخچه
GW Pharmaceuticals در سال 1998 توسط پزشکان جفری گای و برایان ویتل تأسیس شد. در آن سال، آنها مجوز کشت را از وزارت کشور بریتانیا و MHRA دریافت کردند که به شرکت اجازه می داد برای انجام تحقیقات علمی در مورد شاهدانه پزشکی، کشت، دارایی و عرضه حشیش را انجام دهد.
بعداً در سال 1998، GW Pharmaceuticals با Hortapharm B.V.، یک شرکت تحقیق و توسعه حشیش مستقر در آمستردام، قراردادی منعقد کرد.
در سال 2001، GW Pharmaceuticals در بازار سرمایه گذاری جایگزین، بازار خرده فروشی بورس لندن فهرست شد. در ماه مه 2013، این شرکت در فهرست NASDAQ و AIM قرار گرفت.
در سال 2014، شرکت قراردادی با نیویورک برای توسعه آزمایش‌های بالینی با استفاده از کانابیدیول (CBD) برای درمان کودکانی که از تشنج و سایر عوارض پزشکی رنج می‌برند، منعقد کرد.
در می 2021، Jazz Pharmaceuticals این شرکت را تصاحب کرد.

## محصولات
Sativex
Nabiximols (نام تجاری Sativex) یک داروی گیاهی است که عصاره شاهدانه است که به عنوان اسپری دهان تجویز می شود. در سال 2010 در انگلستان به عنوان درمانی برای بیماران مبتلا به مولتیپل اسکلروزیس (MS) برای کاهش درد نوروپاتیک، اسپاستیسیته، مثانه بیش فعال و سایر علائم تایید شد.
Nabiximols با دو سویه ناشناخته شاهدانه ساخته می شود و با اتانول و دی اکسید کربن استخراج می شود.
در سال 2020، GW Pharmaceuticals با Bayer برای توزیع Sativex در بریتانیا همکاری کرد. تخمین زده می شود سالانه 100 تن حشیش دارویی تولید کند.
اپیدیولکس
در سال 2015، GW Pharmaceutical کارآزمایی‌های بالینی فاز 3 محلول خوراکی کانابیدیول را برای درمان دو بیماری نادر در کودکان - سندرم Dravet و سندرم Lennox-Gastaut آغاز کرد. در آگوست 2015، GW نام برنامه توسعه سریع FDA را از سازمان غذا و داروی ایالات متحده برای استفاده از داروی کاندید برای درمان نوزادان مبتلا به صرع دریافت کرد.
این دارو با نام تجاری Epidiolex در ژوئن 2018 تأییدیه سازمان غذا و داروی ایالات متحده را دریافت کرد. متعاقباً در سپتامبر 2019 با نام تجاری Epidyolex تأیید EMA اروپا را دریافت کرد.